# Lourdes Sola
Lourdes Sola (* 10. Juli 1938 in São Paulo) ist eine brasilianische Politikwissenschaftlerin. Sie ist Professorin im Ruhestand an der Universität von São Paulo. Von 2006 bis 2009 amtierte sie als Präsidentin der International Political Science Association (IPSA).
Sola machte 1961 einen Bachelor-Abschluss in Sozialwissenschaften und 1966 ein Master-Examen in Wirtschaftssoziologie an der Universität von São Paulo. 1973 erreichte sie einen Postgraduiertenabschluss in Politischer Ökonomie an der School for Graduate Studies in Economics der Universität Chile und wurde 1982 an der Universität Oxford in Politikwissenschaft zur Ph.D. promoviert. Zudem absolvierte sie 1990 ein Postdoktoratsstudium am Kellog Institute for International Studies, Universität Notre Dame. Bevor sie Professorin in São Paulo wurde, lehrte Sola als Rio-Branco-Professorin an der University of California, Berkeley. 
Solas Forschungsschwerpunkte waren Demokratietheorie und Vergleichende Politikwissenschaft, besonders: globale Prozesse des politischen und wirtschaftlichen Wandels; politische Konstruktion der Finanz- und Währungsordnung in jungen Demokratien und damit verbundene Probleme von Regierbarkeit. 1988 war sie eine der Gründerinnen des IPSA-Forschungskomitees Democratization in Regional Perspective.
Sie erhielt den Nationalen Orden für Wissenschaftlichen Verdienst (Ordem Nacional do Mérito Científico) und ist seit 2001 ordentliches Mitglied der Brasilianische Akademie der Wissenschaften.